# Better Noise Music
Better Noise Music ist ein US-amerikanisches Plattenlabel mit Sitz in New York City.

## Geschichte
Das Label wurde im Jahre 2006 als Eleven Seven Music von Allen Kovac gegründet. Im Oktober 2019 erfolgte die Umbenennung in Better Noise Music. Neben dem Hauptsitz in New York City betreibt das Label Büros in Los Angeles, Nashville, Toronto, London, Berlin und Sydney. Musikalisch konzentriert sich das Label auf die Genres Hard Rock, Metal und Alternative Rock. Eine Ausnahme bildet beispielsweise die Pop-Sängerin Nelly Furtado.
Das Label setzt zum einen auf junge, aufstrebende Bands. Gleichzeitig nimmt das Label auch größere Bands auf, die zwischenzeitlich von Major-Labeln gedroppt wurden wie zum Beispiel Papa Roach oder Buckcherry. Zu den erfolgreichsten Veröffentlichungen des Labels zählen das Album 15 von Buckcherry sowie die Single Zombie von den Bad Wolves. Beide erhielten in den USA jeweils Platin. Das US-amerikanische Magazin Billboard zeichnete Eleven Seven Music im Jahre 2010 als Rock-Label des Jahres aus.

## Künstler

### Aktuell
- All Good Things
- All That Remains
- Asking Alexandria
- As Lions
- Atlas Genius
- Awolnation
- Bad Wolves
- Bleeker
- Classless Act
- Deuce
- The Dirty Heads
- Escape the Fate
- Eva Under Fire
- Fire from the Gods
- Five Finger Death Punch
- From Ashes to New
- The Funeral Portrait
- Nelly Furtado  EU
- Hellyeah
- The Hu
- Hyro the Hero
- In Flames  NA
- Islander
- Just Loud
- Tommy Lee
- Cory Marks
- Mötley Crüe
- Nevrlands
- Nothing More
- Papa Roach
- Sixx:A.M.
- Tuk Smith & The Restless Hearts
- Tempt
- Vamps

### Ehemalige
- Anavae
- Apocalyptica
- Art of Dying
- Attica Riots
- Bang Bang Romeo
- Buckcherry
- Cold
- Diamante
- Drowning Pool
- The Exies
- Everclear
- My Secret Circus
- Pop Evil